# ブレーキ・ダウン
『ブレーキ・ダウン』（Breakdown）は、1997年のアメリカ合衆国のスリラー映画。
監督はジョナサン・モストウ、出演はカート・ラッセルとキャスリーン・クインランなど。
ドライブ中に妻を誘拐された男性の死闘を描き、1990年代の『激突!』と評されている。

## ストーリー
カリフォルニア州サンディエゴへ引っ越すために長距離ドライブを楽しんでいたジェフとその妻のエイミーは、突然車が故障したため砂漠で立ち往生してしまう。そこにトラックの運転手が現れ、エイミーは修理屋を呼ぶためにダイナー「ベルズ・ダイナー」まで乗せてもらう。ジェフは車を見張るためにその場に残るのだが、いつまで経ってもエイミーは戻ってこない。車の電気配線が抜けていた事に気がついたジェフは、配線を直しダイナーへと急ぐ。ところが妻はおらず、目撃者ビリーによると男達と一緒に別のトラックへ乗り、7号線を北に上がった川の方に向かったという。ジェフはそのトラックが向かったという道路へ車を飛ばすが、何者かの襲撃を受ける。

## 登場人物
ジェフリー・“ジェフ”・テイラー
演 - カート・ラッセル
ドライブを楽しんでいた男性。愚痴をこぼすこともあるが根は争いごとが嫌な性分。
ウォーレン・“レッド”・バー
演 - J・T・ウォルシュ
大型トラックの運転手。実は犯罪者グループのリーダー。
エイミー・テイラー
演 - キャスリーン・クインラン
ジェフの妻。誘拐される。ユーモアのある性格。
アール
演 - M・C・ゲイニー
犯罪者グループの一人。テンガロンハットをかぶっている。
アル
演 - リッチ・ブリンクリー
犯罪者グループの一人。
レン・カーバー
演 - キム・ロビラード
保安官補。
ビリー
演 - ジャック・ノーズワージー
ジェフが道中で出会った駐車場で車を洗っていた青年。実は犯罪者グループの一人。
ボイド
演 - レックス・リン
保安官。
スティーブ
ジェフの友人。知り合いにFBIの職員がいる。妻の捜索に必死なジェフに協力を要請されるが事情を信じず相手にしなかった。
カルホーン銀行頭取
演 - トーマス・コパッチ
強引すぎる取引内容を要求し、体がどう見ても損傷していたジェフを怪しんでいた。

## キャスト
| 役名                           | 俳優                     | 日本語吹替   | 日本語吹替        | 日本語吹替 |
| 役名                           | 俳優                     | ソフト版     | 日本テレビ版      | VOD版      |
| ------------------------------ | ------------------------ | ------------ | ----------------- | ---------- |
| ジェフリー・“ジェフ”・テイラー | カート・ラッセル         | 大塚芳忠     | 原康義            | 大滝寛     |
| ウォーレン・“レッド”・バー     | J・T・ウォルシュ         | 渡部猛       | 玄田哲章          | 佐々木梅治 |
| エイミー・テイラー             | キャスリーン・クインラン | 勝生真沙子   | 堀越真己          |            |
| アール                         | M・C・ゲイニー           | 堀之紀       | 菅生隆之          |            |
| ビリー                         | ジャック・ノーズワージー | 檀臣幸       | 平田広明          |            |
| ボイド保安官                   | レックス・リン           | 西村知道     | 沢木郁也          | 長克巳     |
| アル                           | リッチ・ブリンクリー     | 宝亀克寿     | 飯塚昭三          | 石波義人   |
| アーリーン・バー               | モイラ・ハリス           | 弘中くみ子   | 鈴木紀子          |            |
| レン・カーバー保安官補         | キム・ロビラード         | 伊藤和晃     | 福田信昭          |            |
| カルホーン銀行頭取             | トーマス・コパッチ       | 伊藤和晃     | 佐々木敏          | 伊藤和晃   |
| ベルズダイナーのバーテンダー   | ジャック・マクギー       | 立木文彦     | 松尾銀三          | 大川透     |
| ディーク・バー                 | ヴィンセント・ベリー     | 大谷育江     | 進藤一宏          |            |
| フロー                         | ヘレン・ダフィー         | 弘中くみ子   | 水原リン          |            |
| ジミー                         | アンセル・クック         | 小室正幸     | 沢木郁也          | 伊藤和晃   |
| その他                         | N/A                      | N/A          | 遠藤純一          |            |
| 日本語版制作スタッフ           |                          |              |                   |            |
| 演出                           | 演出                     | 戸田清二郎   | 中野洋志          |            |
| 翻訳                           | 翻訳                     | 税田春介     | 税田春介          |            |
| 調整                           | 調整                     |              | 菊池悟史 北浦祥子 |            |
| 制作                           | 制作                     | ACクリエイト | ACクリエイト      |            |

- ソフト版：1998年8月13日発売のVHSに初収録。
- 日本テレビ版：1999年10月15日『金曜ロードショー』で初放送。
- VOD版：Netflix、U-NEXTで配信[4]。